# Dictionnaire Héritage du sanscrit
Le Dictionnaire Héritage du sanskrit, en anglais The Sanskrit Heritage Dictionary, est un projet d'informatisation du dictionnaire sanskrit-français développé par l'Institut national de recherche en informatique et en automatique (Inria), en son centre de Paris-Rocquencourt, sous la direction de Gérard Huet.

## Contenu
Ce dictionnaire est disponible en version hypertexte et en version au format PDF (celle-ci servant de support lexicographique à la version hypertexte) qui donnent les principaux termes sanskrits nécessaires à la compréhension des vocabulaires religieux, philosophique et mythologique de la tradition indienne, aussi bien bouddhiste ou jaïne qu'hindouiste.
Le dictionnaire s'appuie sur d’autres dictionnaires, en particulier le Monier-Williams Sanskrit-English Dictionary, le Dictionnaire sanskrit-français de Nadine Stchoupak, Luigia Nitti et Louis Renou, le Practical Sanskrit-English Dictionary de Vaman Shivram Apte ainsi que les Études sur le lexique du rig-veda d'Abel Bergaigne.
La version en ligne offre également d'autres outils linguistiques : un stemmer (recherche des racines), une grammaire, une recherche des sandhi (modifications phonétiques) ainsi qu'un Sanskrit Reader Companion (traduction de morceaux choisis).